# Prawo do domu jednorodzinnego w spółdzielni mieszkaniowej
Prawo do domu jednorodzinnego w spółdzielni mieszkaniowej występuje tylko w tych spółdzielniach mieszkaniowych, które budują domy jednorodzinne w celu przeniesienia ich własności na członków. Ustawodawca, licząc się z tym, że do przekształcenia dochodzi po wielu latach, powołał do życia swoiste prawo o charakterze przejściowym, powstające już w chwili przydziału działki i nazwał je prawem do domu jednorodzinnego, i nakazał odpowiednie stosowanie do niego przepisów o własnościowym spółdzielczym prawie do lokalu mieszkalnego, a tym samym zakwalifikował je jako prawo zbywalne i dziedziczne. Zostało ono w art. 244 K.c. zaliczone do ograniczonych praw rzeczowych, ale obecnie nie jest już jednym z nich. Prawo do domu jednorodzinnego gaśnie z chwilą przeniesienia własności domu na członka.
Obok opisanej, podstawowej postaci prawa do domu jednorodzinnego ustawa odróżnia jego odmianę szczególną, które nazywa „prawem do lokalu mieszkalnego w domu budowanym przez spółdzielnię mieszkaniową w celu przeniesienia jego własności na członka”. Dokonując skrótu, można je nazwać prawem do lokalu mieszkalnego w spółdzielni mieszkaniowej. Jako odmianę prawa do domu jednorodzinnego jest ono także ograniczonym prawem rzeczowym.